# Makin Village
Makin Village är en ort i Kiribati.   Den ligger i örådet Makin och ögruppen Gilbertöarna, i den norra delen av landet, 230 km norr om huvudstaden Tarawa. Makin Village ligger 12 meter över havet och antalet invånare är 1 834. Den ligger på ön Makin Island.
Terrängen runt Makin Village är mycket platt.  Makin Village är det största samhället i trakten. 